# Pieter Caland
Pieter Caland, né à Zierikzee, le 23 juillet 1826 et mort à Wageningue, le 12 juillet 1902 est un ingénieur civil néerlandais employé de la Rijkswaterstaat. Il a conçu le plan de la Nieuwe Waterweg, voie d'eau miss en œuvre à Rotterdam, entre le port de la ville et la mer du Nord, entre 1866 et 1872.

## Biographie
Son père, Abraham Caland, est ingénieur civil des Eaux. Pieter Caland fait ses études à l'académie militaire de Bréda. À la fin de l'année 1945, il est élève ingénieur dans l'Overijssel, puis en Frise et en Zélande.
En 1856, Pieter Caland, alors jeune ingénieur, est envoyé en mission pour étudier les travaux d'amélioration de l'embouchure de plusieurs grands fleuves, la Clyde à Glasgow, la Seine et le Rhône en France. Les études réalisées à cette occasion s'avèrent par la suite d'une grande utilité pour l'aménagement du Nieuwe Waterweg. Lorsque la loi en faveur de la construction de la Nieuwe Waterweg est votée, il est choisi pour faire partie du conseil mis en place par l'État, pour étudier ce projet. Le conseil réunit les meilleurs ingénieurs du pays, et Caland y exerce la fonction de secrétaire. Faisant le constat qu'à son embouchure sur la mer à Hoek van Holland, le fond marin est beaucoup plus profond qu'il ne l'est à l'embouchure de la Meuse de Brielle, Caland suggère de créer une nouvelle voie navigable, reliant le Rhin et la mer du Nord, qui utiliserait en partie le lit de la rivière Scheur.
La construction de la Nieuwe Waterweg ne va pas sans problèmes, et Caland subit des reproches quant au coût et à la durée des travaux, mais cette voie, une fois réalisée, permet une amélioration considérable des conditions du trafic maritime entre Rotterdam et la mer du Nord.
Il travaille à la Nieuwe Waterweg jusqu'en 1877. En 1891, il prend sa retraite qu'il passe à La Haye.

## Postérité
- Le monument «Calandmonument», à Rotterdam, lui rend hommage
- Un certain nombre de rues et d'ouvrages d'art portent son nom, notamment un canal et un pont près de Rozenburg, la Calandstraat à Rotterdam, et dans sa ville natale, Zierikzee, la Calandweg et la Calandplein.